# Scopula vicina (Gaede, 1917)
Scopula vicina là một loài bướm đêm trong họ Geometridae.